# Giannis Kanakis
Giannis Kanakis (en griego: Γιάννης Κανάκης; Kavala, 27 de agosto de 1927-Atenas, 24 de marzo de 2016) fue un futbolista griego que jugaba en la demarcación de delantero.

## Selección nacional
Jugó un partido con la selección de fútbol de Grecia. Lo disputó el 14 de octubre de 1951 en calidad de amistoso contra Francia, con un marcador final de 1-0 a favor del combinado francés tras el gol de Sonieu.

## Clubes
| Club          | País   | Año       | Partidos | Goles |
| ------------- | ------ | --------- | -------- | ----- |
| AEK Atenas FC | Grecia | 1949-1960 | 176      | 69    |

## Palmarés

### Campeonatos nacionales
| Título         | Club          | País   | Año  |
| -------------- | ------------- | ------ | ---- |
| Copa de Grecia | AEK Atenas FC | Grecia | 1950 |
| Copa de Grecia | AEK Atenas FC | Grecia | 1956 |